# Lianna
Pour plus de détails, voir Fiche technique et Distribution.
Lianna est un drame américain écrit et réalisé par John Sayles en 1983.
Le film, second long-métrage de son réalisateur, fut révélé sur la scène internationale à la Semaine de la critique, durant le Festival de Cannes 1983.

## Synopsis
Lianna (Linda Griffiths) découvre l'infidélité de son mari une fois de plus, se détache de lui progressivement, et tombe dans les bras d'une professeure (Jane Hallaren).

## Fiche technique
- Titre : Lianna
- Réalisation : John Sayles
- Scénario : John Sayles
- Musique : Mason Daring
- Son : Thomas Brandau, Fred Burnham
- Photographie : Austin de Besche
- Montage : John Sayles
- Décors : Jeanne McDonnell
- Costumes : Louise Martinez
- Production : Jeffrey Nelson, Maggie Renzi
- Société de production : Winwood Productions
- Société de distribution : United Artists Classics (États-Unis)
- Durée : 110 minutes
- Dates de sortie : 
  - Sortie à New York : 19 janvier 1983
  - Présentation à Cannes : 8 mai 1983

## Distribution
- Linda Griffiths : Lianna
- Jane Hallaren : Ruth
- Jon DeVries : Dick
- Jo Henderson : Sandy
- Jessica MacDonald : Theda
- Jesse Solomon : Spencer
- John Sayles : Jerry
- Stephen Mendillo : Bob
- Chris Elliott : l'assistant lumière